# 12 Meter Ohne Kopf
12 Meter Ohne Kopf (på dansk: 12 meter uden hoved) er en tysk film fra 2009, der foregår på Østersøen i 1401. Filmen handler om den tyske folkehelt piraten Klaus Størtebeker. Titlen kommer fra legenden om hans død, da han blev taget til fange og henrettet af Hanseforbundet. Han slog han en handel af med Hanseforbundet, der lovede at løslade dem af hans mænd, som han kunne gå forbi, efter han var blevet halshugget. Hans krop skulle have gået 12 meter inden han kollapsede.

## Handling
Filmen foregår i 1401 i slutningen af piraternes Klaus Störtebeker og Gödeke Michels' æra. Efter en længere periode uden nogen plyndringer, dukker der langt om længe et skib op i horisonten. Störtebeker bliver dog voldsomt såret i forsøget på at overtage skibe et forsmædeligt nederlag. Ikke alene er deres skib ikke længere i god forfatning, men Störtebeker beynder at lide af angst og tvivl om sin tilværelse som pirat. Han bliver tiltrukket af den smukke kvinde Bille, mens Michel bliver afvist af den frisiske prinsesse Okka.
I samme øjeblik som besætning har gjort mytteri og 2. kaptajnen Michels er ved at give op, opdager de et enestående våben ombord på deres skib. Snart efter går det atter godt med plyndringerne, og deres håb stiger. Hanseforbundet beslutter at konsolidere deres magt og gå i krig mod pirater. Störtebeker og Michels er tvunget til at beslutte: At leve som en landmænd eller at dø som en pirat.

## Produktion
Filmen blev filmet i Kappel i Slesvig-Holsten, Barth, hansestaden Stralsund i Mecklenburg-Vorpommern og på Middelaldercentret ved Nykøbing Falster i Danmark.
Ansatte fra museet i Danmark medvirkede som statister, og museumsinspektøren Kåre Johannessen i en mindre rolle
Filmen havde premiere i Husum i Sydslesvig. Udgifterne til filmen beløber sig til seks millioner euro.

## Medvirkende
- Ronald Zehrfeld som Klaus Størtebeker
- Matthias Schweighöfer som Gottfried Michaelsen
- Oliver Bröcker som Lupe
- Hinnerk Schönemann som Keule
- Jacob Matschenz som Nolle
- Franziska Wulf som Bille
- Jana Pallaske som Okka
- Devid Striesow som Simon af Utrecht
- Alexander Scheer som Herman Lange
- Milan Peschel som Nicolaus Schocke
- Detlev Buck som våbenhandler
- Peter Kurth som Keno Tom Brooke
- Matthias Klimsa som Wirt
- Simon Gosejohann som Fokko Johannson
- Armin Sauer som Kaufmann
- Ferris M.C. som Beule
- Jörg Knebel som Wärter 2
- Sven Hönig som Landratte 1
- Achim Reichel som bøddel
- Kåre Johannessen (krediteret som "Kore Johannessen"[2]) som lensherre